# Изенфламм, Генрих Фридрих
Генрих Фридрих Изенфламм (нем. Heinrich Friedrich Isenflamm; 20 июня 1771, Эрланген, Байрейт, Священная Римская империя — 23 мая 1828, Эрланген, Бавария) — немецкий врач, анатом, профессор Эрлангенского университета и Императорского Дерптского университета. Член-корреспондент Петербургской академии наук.

## Биография
Генрих Фридрих Изенфламм родился в семье профессора анатомии Эрлангенского университета Якоба Фридриха Изенфламма (1726—1793) и его жены Якобины Кристины (1747—1786), дочери эрлангенского теолога Иоганна Рудольфа Кислинга (1706—1778).
Отец Изенфламма сначала самостоятельно обучал своих детей, в особенности языкам, а позже с репетиторами. В марте 1783 года Генрих Фридрих поступил в предпоследний класс в Эрлангенской гимназии, а уже в сентябре 1785 года в 15 лет оставил гимназию, чтобы вместе со своим старшим братом поступить в Эрлангенский университет и изучать медицину. До 1791 года учился в Эрлангенском университете, после чего один семестр в Вюрцбургском университете; позже также посещал университеты в Гейдельберге, Йене, Эрфурте, Лейпциге и Галле. 
В январе 1791 года Изенфламм защитил диссертацию на степень доктора медицины и хирургии и сдал государственный медицинский экзамен. После отправился в Вену, где посещал общественную больницу и военный госпиталь, кроме того, совершил поездку в Пресбург. В декабре 1791 года Изенфламм вернулся в Эрланген и начал практиковать под руководством своего отца. В 1793 году защитил диссертацию как доктор и начал читать лекции по анатомии в Эрлангенском университете. В 1794 году был назначен экстраординарным профессором медицины, а в 1796 году прозектором в анатомический театр Эрлангенского университета.
В период с 1800 по 1803 год Изенфламм вместе с Иоганном Христианом Розенмюллером опубликовал статьи по искусству вскрытия в двух томах, в которых опубликовал восемь различных статей, часть из которых имела чисто анатомическое, а часть патологоанатомическое содержание.
В 1802 году Изенфламм получил приглашение занять место ординарного профессора анатомии, физиологии и судебной медицины в недавно основанный Императорский Дерптский университет. Во время своего пребывания в России состоял членом многих учёных обществ, также совершил несколько поездок в Санкт-Петербург, Ревель, Вильно, Кёнигсберг, Берлин, Гейдельберг, Вюрцбург и Франкфурт-на-Одере. Летом 1810 года по состоянию здоровья и по семейным обстоятельствам вернулся в Эрланген, где был уездным и городским врачом. С июня 1815 года служил главным врачом во временно построенном Русском военном госпитале в Эрлангене.
Ещё до своей смерти Изенфламм распорядился, чтобы его тело было отправлено в анатомический театр и там было публично вскрыто, извлеченные органы должны быть добавлены в коллекцию образцов, а затем его тело должно быть захоронено. Его распоряжения были выполнены в соответствии с завещанием.
С 1795 года Генрих Фридрих Изенфламм был женат на Сюзанне Фридерике Регине (1777—1802), дочери эрлангенского адвоката Иоганна Баптиста Симона (ум. 1794); в их браке родился сын.

## Работы
- Diss. inaug. de absorptione morbosa. Erlangen 1791.
- Dissertatio Inavgvralis Medica De Difficili In Oberservationes Anatomicas Epicrisi Commentatio VIII. Universität Erlangen, Dissertation, Jan. 1792
- Heinrich Friedrich Isenflamm; Ludwig Heinrich Winckel: Dissertatio Medica Nonnvlla De Motv Lingvae Continens. Erlangae: Kunstmann, 1793.
- Heinrich Friedrich Isenflamm; Christian Karl Gottlieb Kunstmann: Ad Orationem Ob Clementissime Sibi Demandatvm Mvnvs Professoris Medicinae Extraordinarii Pvblice Habendam Omni Qva Decet Observantia Invitat D. Henricvs Frid. Isenflamm: Inest descriptio feraminum fissurarum et canalium capitis ossei. Dissertation Universität Erlangen 1795.
- Diss. med. continens brevem descriptionem sceleti humani variis in aetatibus. Erlangen 1796.
- Beiträge für die Zergliederungskunst. Leipzig bei Karl Tauchnitz 1800.
- Tagebuch des anatomischen Theaters der Kaiserlichen Universität Dorpat vom Jahre 1803 und 1804. Dorpat 105.
- Progr. De vulneribus diaphragmatis observatio. Erlangen 1806.
- Beschreibung einiger menschlichen Koepfe von verschiedenen Racen. Nürnberg 1813.